# Православна црква Светог архиђакона Стефана у Сремској Митровици
Православна црква Светог архиђакона Стефана, познатија и као Стара православна црква, Мала православна црква или Црквица, је најстарији очувани богослужбени храм у граду Сремска Митровица, а због старости и значаја највреднијих на подручју Срема. Црква припада Епархији сремској Српске православне цркве. Црква је данас посвећена светом првомученику архиђакону Стефану.
Црква је једини споменик културе од изузетног значаја у Сремској Митровици, због свог значаја али и старости, јер је то једина сачувана градска грађевина из времена отоманске владавине Сремом.

## Историјат
Данас постоје подаци који говоре да је место данашње цркве било важно за хришћане још у време старог Сирмијума. Заправо, археолошка ископавања рађена 1980. године под олтаром овог здања пронашла су мозаички крст од црвеног мермера који датира из времена Сирмијума. Тако је је ова црква на темељима храма, који су највероватније остаци хришћанске базилике из првих векова хришћанства. Даља археолошка ископавања утврдила су да су на овом простору у време античког града Сирмијума, била купатила (терме), а по победи хришћанства оваква места или су рушена или претварана у богомоље.
Први писани записи су тек из 1729. године, настали поводом канонске посете визитације Бискупије печујске, Опатији сремскомитровачкој, где су визитатори забележили: „Петог јула освећена је опатија Св. Деметри на Сави, која је сад настањена шизматичким Србима. Они имају величанствену и солидну цркву...". Три године касније аналитичар Карловачке митрополије записује: „Црква је стародревна од камена, свод од дасака, олтар од камена“. Звоник барокног облика је највероватније касније придодат цркви.

## Унутрашњост цркве
Ентеријер цркве посебно важним чини прекрасни иконостас. Има више спратова и украшен је најфинијом резбаријом, која преплиће мотиве животињског и биљног света. Ту су лавови и ждралови, змије и лозе, руже и лишће: све повезано и уплетено једно у друго. У иконостас су смештене иконе најчувенијег барокног сликара ових простора, Теодора Крачуна. Физиономија светитељских ликова даје карактеристику њихових личности, у чему предњачи икона св. Јована Крститеља. Неки мотиви на иконостасу су непоновљиви у светском сликарству. Призор Васкрсења Христова на другом спрату иконостаса, где је Христос приказан како дрзи ашов у рукама, а испред њега клечи Марија Магдалина - није забележен у аналима.
Последњих неколико година простор око Мале цркве се култивише, па је око цркве обликован Савски трг. Ископан је нови артески бунар дубине преко 300 метара, крунисан чесмом.